# 日本公共政策学会
日本公共政策学会（にほんこうきょうせいさくがっかい、英: Public Policy Studies Association Japan）は、日本の政治学・行政学・経済学・財政学等、学際分野の研究者・大学院生・政策実務家を対象とした学術団体である。会員数は、1,000名強。
1996年創設。学会機関誌は『公共政策研究』（年刊）である。研究大会と（6月中旬頃）、公共政策フォーラム（10月初旬頃）を、毎年1回ずつ開催している。会長は宇佐美誠（京都大学教授）、副会長は秋吉貴雄（中央大学教授）と野崎祐子（椙山女学園大学教授）、事務局長は松元雅和（日本大学教授）が務めている。

## 歴代会長
- 1996年-1998年：松下圭一
- 1998年-2000年：山川雄巳
- 2000年-2002年：原彬久
- 2002年-2004年：足立幸男
- 2004年-2006年：細野助博
- 2006年-2008年：森脇俊雅
- 2008年-2010年：御厨貴
- 2010年-2012年：松原聡
- 2012年-2014年：新川達郎
- 2014年-2016年：小澤太郎
- 2016年-2018年：後房雄
- 2018年-2020年：縣公一郎
- 2020年-2022年：岡本哲和
- 2022年-2024年：中川雅之
- 2024年-：宇佐美誠